# 诺姆·乔姆斯基
艾弗拉姆·诺姆·乔姆斯基（1928年12月7日—），美国语言学家、哲学家、认识科学家、史学家、社会批判家和政治活动家，有时被誉为现代语言学之父。乔姆斯基是分析哲學领域的重要人物、认知科学领域的创始人，也是亚利桑那大学语言学系的荣誉教授和麻省理工学院语言学系的荣誉退休教授，他著有150多本书，內容涵蓋语言学、战争、政治及大众传媒。意识形态方面，他是无政府工团主义和自由意志社會主義的坚定支持者。
乔姆斯基出生于費城的一个犹太移民家庭，早年在纽约市的另类书店被无政府主义吸引。他本科就读于宾夕法尼亚大学，硕士期间曾在哈佛学会工作，并提出了转换-生成文法理论，以该理论于1955年获得博士学位。他自1955年起开始在麻省理工学院任教，并于1957年以里程碑级作品《句法结构》成为语言学界的重要人物，该作品在重塑语言研究方面起到了重要作用，1958年至1959年间任美国国家科学基金会普林斯顿高等研究院的研究员。他创立或与他人合作创立了普遍文法理论、生成文法理论、最簡方案模型和乔姆斯基谱系。乔姆斯基成功促使语言行为主义步向衰落，並曾着力批评伯尔赫斯·弗雷德里克·斯金纳的研究。
1967年，乔姆斯基因其反战文章〈知识分子的责任〉而成为全国关注的焦点，他在文中直言不讳地反对美国介入越南战争，并批评称这是帝国主义的行径。此后他与新左翼建立了联系，因为他激进的反战活动多次被捕并被列入理查德·尼克松总统的对手名单中。之后的几十年里，他在继续进行自己的语言学工作的同时，卷入了语言学的战争中。他曾与经济学家爱德华·塞缪尔·赫尔曼合作，出版了研究媒体宣傳模式的《製造共識》一书，并致力于揭露印度尼西亚占领东帝汶时期的行径。他为无条件言論自由及为纳粹大屠杀否认论的辩护在20世纪80年代福里松事件中引起了巨大的争议。自麻省理工学院的教学工作退休后，他继续从事声势浩大的政治活动，如反对入侵伊拉克，支持占领运动。自2017年起乔姆斯基开始在亚利桑那大学任教。
作为在世的、被引用次数最多的学者之一，乔姆斯基影响了一系列学术领域。他被广泛认为帮助引发了人文科學的認知革命，为研究语言和心灵的新認知主義框架的发展做出了贡献。除了学术方面的贡献外，他今日仍是美国外交政策、新自由主義、当代国家资本主义、以巴冲突和主流新聞媒體的主要评论者。乔姆斯基和他的思想在反資本主義和反帝國主義运动中具有很大的影响力。

## 生平

### 童年：1928–1945年
艾弗拉姆·诺姆·乔姆斯基出生于宾夕法尼亚州的费城东橡树巷。他的父亲是泽夫·威廉·乔姆斯基，母亲是艾尔西·乔姆斯基·西蒙诺夫斯基，二人均是犹太裔。威廉于1913年因逃避兵役而离开俄罗斯帝国，在上大学前曾在巴尔的摩的血汗工廠和希伯来语小学工作。到了费城后，威廉成为了以色列希望公理会宗教学校的校长，同时加入了格拉茨学院。威廉非常重视教育，希望通过教育使每个人都能“生活融洽、思想自由独立，关注且热心参与世界的改善和提升，使生活对所有人来说都更有意义、更有价值”，他的这些理念随后被年幼的诺姆所继承。艾尔西则是一位出生于白俄罗斯的美国教师和活动家。二人在一同工作的以色列希望公理会相识。
诺姆是威廉的第一个孩子，他的弟弟大卫·伊莱·乔姆斯基生于1934年，比他小五岁。兄弟俩的关系很好，不过大卫的性格比较随和，而诺姆的性格有时比较好胜。兄弟二人从小就在犹太人的氛围下长大：他们学习希伯来语，并经常一同讨论錫安主義的政治理论；他们一家受阿哈德·哈姆的左派錫安主義著作的影响颇深。诺姆自幼也长期与费城爱尔兰裔和德国裔社区的反犹太主义共处。
诺姆曾于独立的杜威派橡树巷日校和费城的中央高中就读，他学习成绩优异，课余参加各种俱乐部和社团，但他对学校的等级制度和制度化的教学方法感到不安。他还曾在他父亲教书的格拉茨学院的希伯来高中就读。
乔姆斯基认为他的父母是中間偏左的“正常罗斯福民主党人”，但参加国际女装工会的亲戚让他接触到了社会主义和极左政治。乔姆斯基在看望他的叔叔时，经常顺道去左翼和无政府主义书店大量阅读政治文献。乔姆斯基的第一篇文章写於十岁那年，文章是论在西班牙内战中巴塞罗那陷落之后，法西斯主义蔓延的威胁。从十二岁或十三岁开始，乔姆斯基开始以无政府主义者自居。发现无政府主义后来被乔姆斯基形容为“一次幸运的邂逅”，他对斯大林主义和其他形式的马克思列宁主义持批判态度即源于此。

### 大学：1945–1955年
1945年，16岁的乔姆斯基进入宾夕法尼亚大学学习，在这里，他进一步学习了哲学、逻辑和语言学，并对阿拉伯语产生了浓厚的兴趣。他通过在自家中教授希伯来语补贴他读本科的花费。不过，他曾对自己在本科阶段的经历感到沮丧，考虑过退学并搬到巴勒斯坦託管地的一个基布兹内生活。1947年，乔姆斯基在他的政治圈子内与俄罗斯出生的语言学家泽里格·哈里斯相识，二人的交谈重新唤醒了他的求知欲。哈里斯向乔姆斯基介绍了理论语言学领域，并说服了他主修该学科。乔姆斯基在他的学士学位论文《现代希伯来语的形态分析》便开始将哈里斯的语言学方法应用于希伯来语上。乔姆斯基在1951年获得宾夕法尼亚大学的硕士学位时对这篇论文进行了一些订正和调整；随后这篇论文被出版成书。大学期间，他还在纳尔逊·古德曼的教导下对哲学产生了兴趣。
1951年至1955年间，乔姆斯基是哈佛大学学会的成员，他后来的博士论文植根于他在这里的一些研究。在古德曼的鼓励下，乔姆斯基被哈佛大学所吸引，当然也有部分因素是哲学家威拉德·范奥曼·蒯因也在此。奎因和牛津大学的访问哲学家约翰·朗肖·奥斯丁都对乔姆斯基产生了很大影响。1952年，乔姆斯基发表了他的第一篇学术文章《句法分析系统》，这篇文章并未发表在语言学期刊上，而是发表在了《数理逻辑学期刊》上。1954年，他在芝加哥大学和耶鲁大学的讲座上对当时语言学中的行为主义思潮进行了批评。他中间有四年没有向宾夕法尼亚大学报道，但1955年他向该校提交了一篇论文，阐述了他关于转换文法的想法，因此被授予哲学博士学位；这篇论文后来被收录进1975年出版的《语言理论的逻辑结构》一书中，但在此之前已在专家中被不断地私下传阅。哈佛大学教授乔治·米勒对乔姆斯基的论文印象深刻，并与他合作撰写了几篇计算语言学方面的技术论文。乔姆斯基的博士学位使他免服应于1955年开始的义务兵役。
1947年，乔姆斯基开始了与自幼便相识的卡罗爾·沙茨的恋爱，二人随后于1949年成婚。乔姆斯基成为哈佛大学的研究员后，二人搬到了波士顿的奧爾斯頓地区，1965年二人又搬到了列克星敦郊区。1953年，夫妇二人拿着哈佛大学的旅行补助金去了欧洲，二人从英国出发，历经法国、瑞士、意大利和以色列，在以色列，他们住在青年衛士的播种者基布兹。尽管一路上玩的很开心，但乔姆斯基对这个国家的犹太民族主义、反阿拉伯种族主义以及在集体农场的左派社区内的亲斯大林主义感到震惊。
乔姆斯基常去纽约市观光，顺道光顾意第绪语无政府主义期刊《劳动者自由之声》的办公室。他受该期刊撰稿人鲁道夫·罗克的思想影响很深，他的作品让乔姆斯基了解到无政府主义与古典自由主义之间的联系。乔姆斯基还阅读过其他政治思想家的作品：无政府主义者米哈伊尔·亚历山德罗维奇·巴枯宁和迭戈·阿瓦德·德·桑蒂连的作品，民主社会主义者乔治·奥威尔、伯特兰·罗素和德怀特·麦克唐纳的作品，马克思主义者卡尔·李卜克内西、卡尔·科尔施和羅莎·盧森堡的作品。这些著作使他相信无政府工团主义社会的可能性，他对奥威尔在《向加泰罗尼亚致敬》中记载的西班牙内战期间建立的无政府工团公社十分感兴趣，并在阅读了左派期刊《政治》后对无政府主义产生了进一步的兴趣，还阅读了委员会共产主义期刊《生活的马克思主义》，尽管他不认同其编辑保罗·马蒂克的正统马克思主义观念。他还对反斯大林主义的马克思列宁主义团体美国列宁主义联盟的马列主义思想感兴趣，对其将二战描述为西方资本家和苏联煽动的“假战争”印象深刻。乔姆斯基“从未真正相信这些论述，但……发现它们很有趣，足以让人弄清楚他们在谈论什么”。

### 早期学术生涯：1955–1966年
乔姆斯基在麻省理工学院结识了两位语言学家，莫里斯·哈勒和罗曼·雅各布森，雅各布森在1955年为他争取到一个助理教授的职位。这段时间里，乔姆斯基一半时间用在了机器翻译项目上，另一半时间用于教授语言学和哲学课程。他形容麻省理工学院是“相当自由和开放的地方，对实验开放，没有严格的要求。对我这种特立独行的人来说简直就是完美”。1957年，麻省理工学院擢升他为副教授，1957年至1958年，他又被哥伦比亚大学聘为客座教授。同年，乔姆斯基与沙茨有了他们的第一个孩子，他们给他取名为阿维瓦。他还出版了他的第一本关于语言学的书《句法结构》，他在这本书中提出了一种与当时占统治地位的结构主义学派截然不同的理论。对乔姆斯基的观点的反应从冷漠到敌视不等，他的工作造成了语言学内的重大分歧。语言学家约翰·莱昂斯於後來評論道：“《句法结构》彻底改变了对语言的科学研究”。1958年至1959年间，乔姆斯基在普林斯頓高等研究院担任国家科学基金会研究员。

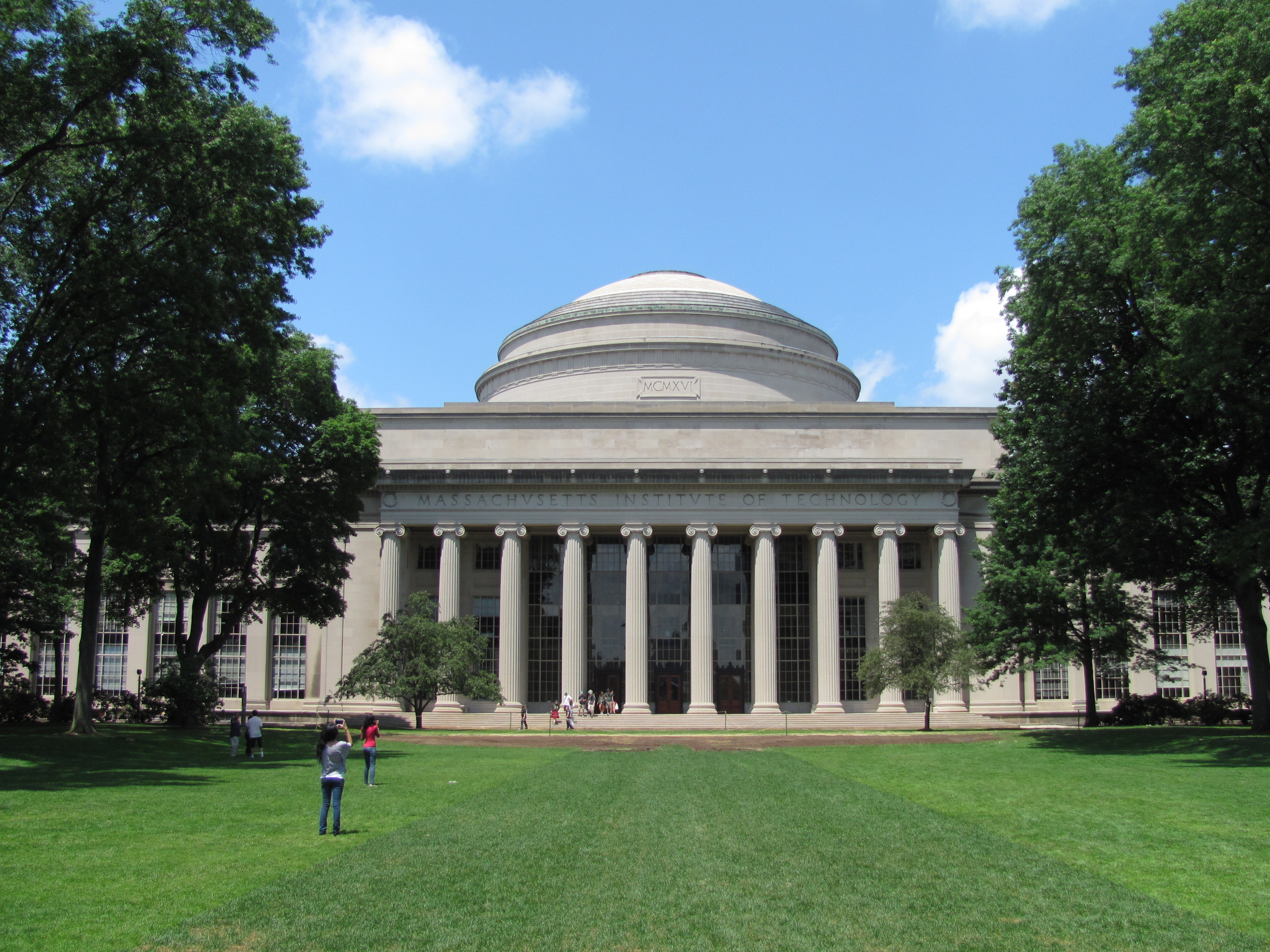
麻省理工学院的大穹顶，乔姆斯基于1955年开始在此工作

1959年，乔姆斯基在学术期刊《语言》上发表了对伯尔赫斯·弗雷德里克·斯金纳1957年出版的《言语行为》一书的书评，他反对斯金纳将语言视为学习行为的观点。乔姆斯基在这篇书评中认为，斯金纳忽视了人类创造力在语言学中的作用，这篇书评帮助乔姆斯基确立了他知识分子的地位。在哈勒的帮助下，乔姆斯基继续了他在麻省理工学院研究生期间的语言学项目。1961年，他被授予终身职位，成为现代语言学系的全职教授。乔姆斯基接着被任命为1962年在马萨诸塞州剑桥举行的第九届国际语言学家大会的大会发言人，这使他成为美国语言学的事实上的发言人。1963年至1965年期间，他为一个由军方赞助的，“将自然语言确立为指挥和控制的操作语言”的项目提供咨询；该项目合作者、乔姆斯基当时的学生芭芭拉·帕蒂说，这项研究对军方来说是一项有正当理由的研究，因为“如果发生核战争，将军们会在地下用一些计算机来管理事情，而教计算机理解英语可能比教将军们编程更容易”。
乔姆斯基在这十年间继续发展他的语言学思想：1965年发表了《句法理论面面观》、1966年发表了《生成文法理论的话题》和《笛卡尔语言学：唯理主义思想史之一章》。他与哈勒一起，为哈珀–罗出版社编辑了《语言研究》系列书籍。随着著作的接连出版，他开始受到越来越多的学者认可，并得以于1966年在加利福尼亞大學柏克萊分校演讲。他后来将这次演讲编录入1968年出版的《语言与心智》一书。尽管乔姆斯基的地位不断提高，但他与一些早期的同事和他带的博士生——包括保罗·波斯特、约翰·罗伯特·罗斯、喬治·萊考夫和詹姆斯·大卫·麦考利——之间的分歧引发了一系列今日被称为“語言學之爭”的学术争论，尽管这些争论实际上主要围绕哲学问题而不是语言学展开。

### 反战活动家和异议人士：1967–1975年
乔姆斯基参加了对美国在1962年参与越战的抗议活动，并在教堂和家庭中的小型聚会上就这一主题发表了演讲。1967年，他在《纽约书评》上发表了包括〈知识分子的责任〉在内的数篇反战文章，使他成为了一名公开的持不同政见者。〈知识分子的责任〉与其他政治文章随后被收入乔姆斯基1969年出版的第一本政治类书籍《美国强权和新官僚》。他后来继续出版了一系列探讨政治的书籍，包括1970年出版的《与亚洲交战》、1973年的《密室男孩》、1973年的《国家因素》、1974年的《中东和平？》。这些著作使他与美国的新左翼运动有了联系，尽管他对著名的新左派知识分子赫伯特·马尔库塞和埃里希·弗罗姆评价不高，而且更喜欢与活动家而非知识分子为伴。这一时期里，乔姆斯基仍长期被主流媒体忽视。
这一时期他亦开始参与左翼活动。乔姆斯基拒绝缴纳一半的税款，公开支持拒服兵役的学生，并因参加五角大楼外的反战教学示威被捕。在此期间，乔姆斯基与米切尔·古德曼、丹尼斯·莱沃托夫、威廉·斯隆·科芬和德怀特·麦克唐纳共同创立了反战团体RESIST。尽管他对1968年学生抗议的目的有所质疑，但乔姆斯基仍为学生运动团体做了许多讲座，并与他的同事路易斯·坎普夫一起，在麻省理工学院独立于保守派主导的政治学系开设了关于政治的本科课程。随后学生活动家发起运动，要求停止麻省理工学院的武器和反叛乱研究时，乔姆斯基表示了同情，但认为研究应继续在麻省理工学院的监督下进行，且限于威慑和防御系统两方面的研究。1970年，他访问东南亚，在越南的河内理工大学作了演讲，并参观了老挝的难民营。1973年，他帮助领导了一个纪念反战者同盟成立50周年的委员会。
由于积极参与反战活动，乔姆斯基曾多次被捕，并被列入总统理查德·尼克松的主要政治对手名单。乔姆斯基开始意识到他公民不服从行为的潜在影响，沙茨也开始攻读语言学博士学位，以便在乔姆斯基被监禁或失业的情况下撑起整个家庭。不过最终乔姆斯基在科学界的声誉使他免受其信仰的行政行为的影响。
他在语言学方面的工作则进一步得到了国际上的认可，这一时期他获得了多个荣誉博士学位。他在剑桥大学、哥伦比亚大学和史丹佛大學发表了包括伍德布里奇讲座在内的多场公共演讲。他在1971年与法国欧陆哲学家米歇尔·福柯辩论中的表现使他被定位为分析哲學的代表性人物。这一时期他继续发表一系列语言学方面的文章，包括《生成文法中的语义研究》（1972年）、《语言与心智》的一个扩充版（1972年）和《对语言的思考》（1975年）。1974年，乔姆斯基被聘为英国学术院通讯院士。

### 爱德华·塞缪尔·赫尔曼与福里松事件：1976–1980年

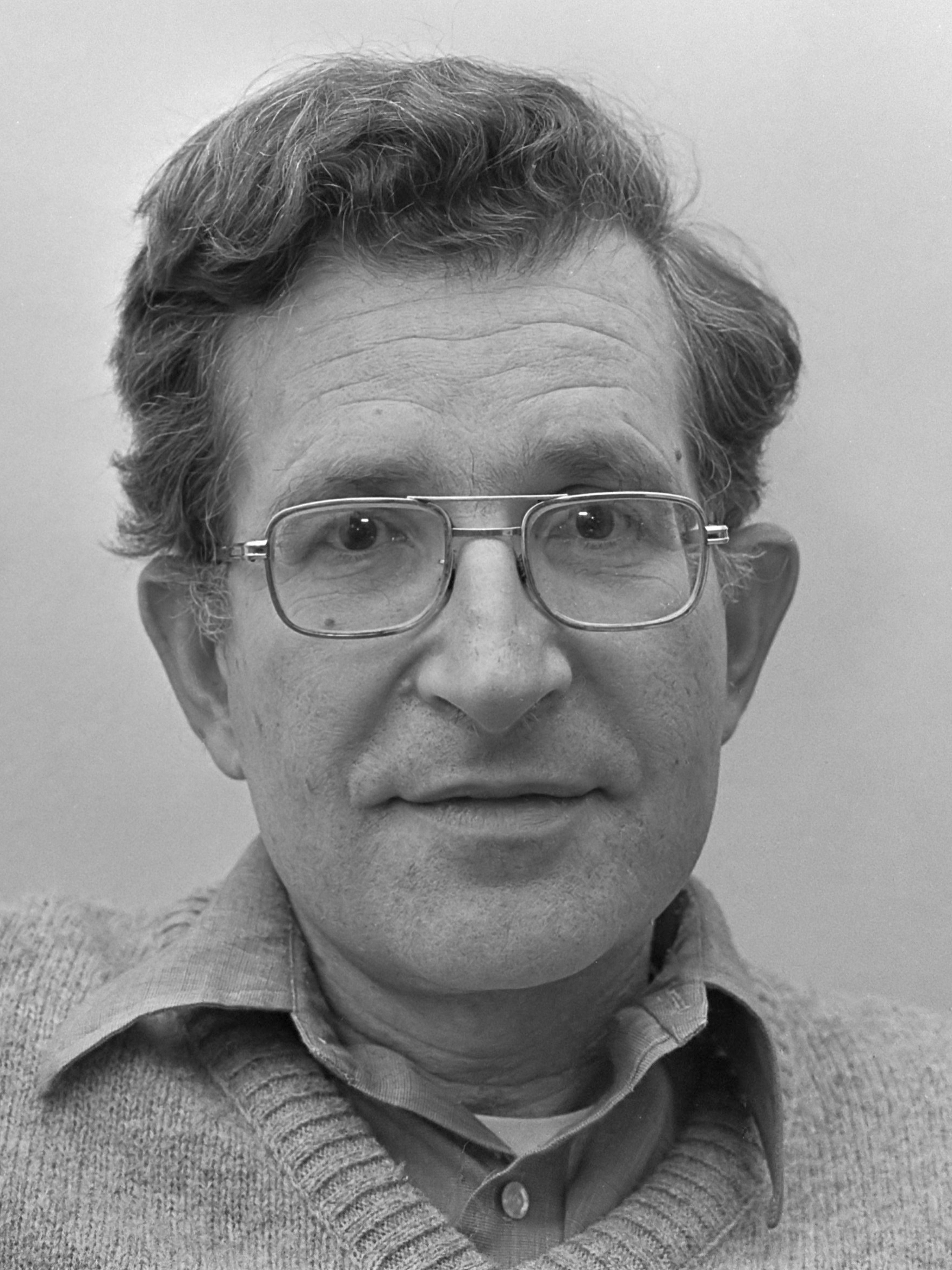
乔姆斯基，摄于1977年

乔姆斯基在1970年代末和1980年代继续出版语言学著作，一方面用这些著作理清他早期的工作，另一方面处理部分对他理论的批评并更新他的文法理论。但他的政治发言经常引起相当大的争议，特别是当他批评以色列政府和军队时。1970年代初，乔姆斯基开始与亦曾批评过美国介入越南战争的爱德华·塞缪尔·赫尔曼合作。他们一起写了《反革命的暴力：事实与宣传中的浴血奋战》一书批评美国在东南亚的军事介入以及主流媒体对其的不报道。华纳模块公司于1973年出版了该书，但其母公司不喜该书的内容，并随后下令销毁所有副本。
虽然主流出版社大都拒绝出版乔姆斯基的新作，但乔姆斯基在迈克尔·阿尔伯特的南端出版社——一家以活动家为导向的出版公司——中找到了支持者。1979年，南端出版社出版了乔姆斯基和赫尔曼修订《反革命的暴力》后作为两卷本的《人权的政治经济学》一书。这本书比较了美国媒体对红色高棉大屠杀和印度尼西亚占领东帝汶的反应，同时认为，由于印度尼西亚是美国的盟友，美国媒体忽视了东帝汶的情况，而把注意力集中在美国的敌人柬埔寨的事件上。乔姆斯基的后续反应，包括在联合国非殖民化特别委员会上的两次证词，成功地激发了美国媒体报道占领事件，并在里斯本与东帝汶的难民会面。马克思主义学者史蒂文·卢克斯公开指责乔姆斯基背叛了他的无政府主义理想，充当了柬埔寨领导人波尔布特的辩护人。合作者赫尔曼称，这场争论给乔姆斯基“带来了严重的个人代价”。乔姆斯基本人则认为，“东方或西方的循规蹈矩的知识分子”处理不同意见的方式都是试图“用大量的谎言来淹没它”。他认为对自己的批评不如“主流知识分子为自己国家的罪行辩护”的证据重要。
乔姆斯基长期以来一直公开批评纳粹主义和更常见的極權主義，但他对言论自由的拥护使他为被广泛认为持纳粹大屠杀否认论立场的法国历史学家羅貝爾·福里松的权利辩护。不过，在乔姆斯基不知情的情况下，他为福里松的言论自由做出的辩护被作为后者1980年出版的《对那些指责我伪造历史的人的反驳》（Mémoire en défense contre ceux qui m'accusent de falsifier l'histoire）的序言出版。乔姆斯基因此受到广泛谴责，法国的主流媒体指责乔姆斯基本人是大屠杀的否认者，拒绝发表他对他们指控的反驳。后来的社会学家维尔纳·科恩在对乔姆斯基的立场进行批评的同时，发表了一篇题为《仇恨的伙伴：诺姆·乔姆斯基与纳粹大屠杀否认论者》的理性分析。福里松事件对乔姆斯基的职业生涯，尤其是在法国的职业生涯，产生了持久的、破坏性的影响。

### 对宣传和国际事务的批评：1980–2001年
1985年，在美国支持康特拉对抗桑地諾民族解放陣線的尼加拉瓜革命中，乔姆斯基亲身前往馬拿瓜，会见工人组织和冲突中的难民，举办关于政治和语言学的公开讲座。这些讲座中的许多内容被包含在了他1987年出版的书《关于权力与意识形态：马拿瓜演讲》中。1983年，他出版了《致命三角》一书，并在书中认为美国不断地利用以巴冲突来达到自己的目的。1988年，乔姆斯基造访了巴勒斯坦领土，目睹了以色列占领造成的影响。
乔姆斯基和赫尔曼于1988年出版的《制造共识︰大众传播的政治经济学》一书概述了他们理解中主流媒体的宣傳模式。他们认为，即使在没有官方审查制度的国家，新闻仍被五种过滤机制进行审查，这些过滤机制极大地影响了新闻的内容和呈现方式。这本书的灵感来自亚历克斯·凯里，并在随后被改编为一部1992年的同名电影。1989年，乔姆斯基出版了《必要的幻觉：民主社会中的思想控制》一书。他在书中提出，一个稳健的民主制度需要公民对试图控制他们的媒体和精英知识文化进行知识自卫。到20世纪80年代，乔姆斯基的一批学生已经成为杰出的语言学家，他们反过来开始扩展和修订了乔姆斯基的语言学理论。
20世纪90年代的乔姆斯基进一步接受了政治行动主义。他继续致力于东帝汶的独立事业，在东帝汶救济协会和东帝汶抵抗运动全国委员会的要求下，他于1995年访问了澳大利亚，就这一问题发表演讲。他就这一问题所做的演讲后成为了他1996年出版的《权力与期望》一书的一部分。由于乔姆斯基引起的国际宣传，他的传记作者沃尔夫冈·斯波里奇认为，乔姆斯基在帮助东帝汶独立事业上做的工作可位居世界第二，仅次于调查记者約翰·皮爾格。1999年东帝汶从印度尼西亚获得独立后，澳大利亚领导的东帝汶国际部队作为维和部队抵达；乔姆斯基对此仍持批评态度，他认为其目的是确保澳大利亚根据《帝汶缺口條約》获得东帝汶的石油和天然气储备。

### 对伊拉克战争的批评及从麻省理工学院退休：2001–2017年

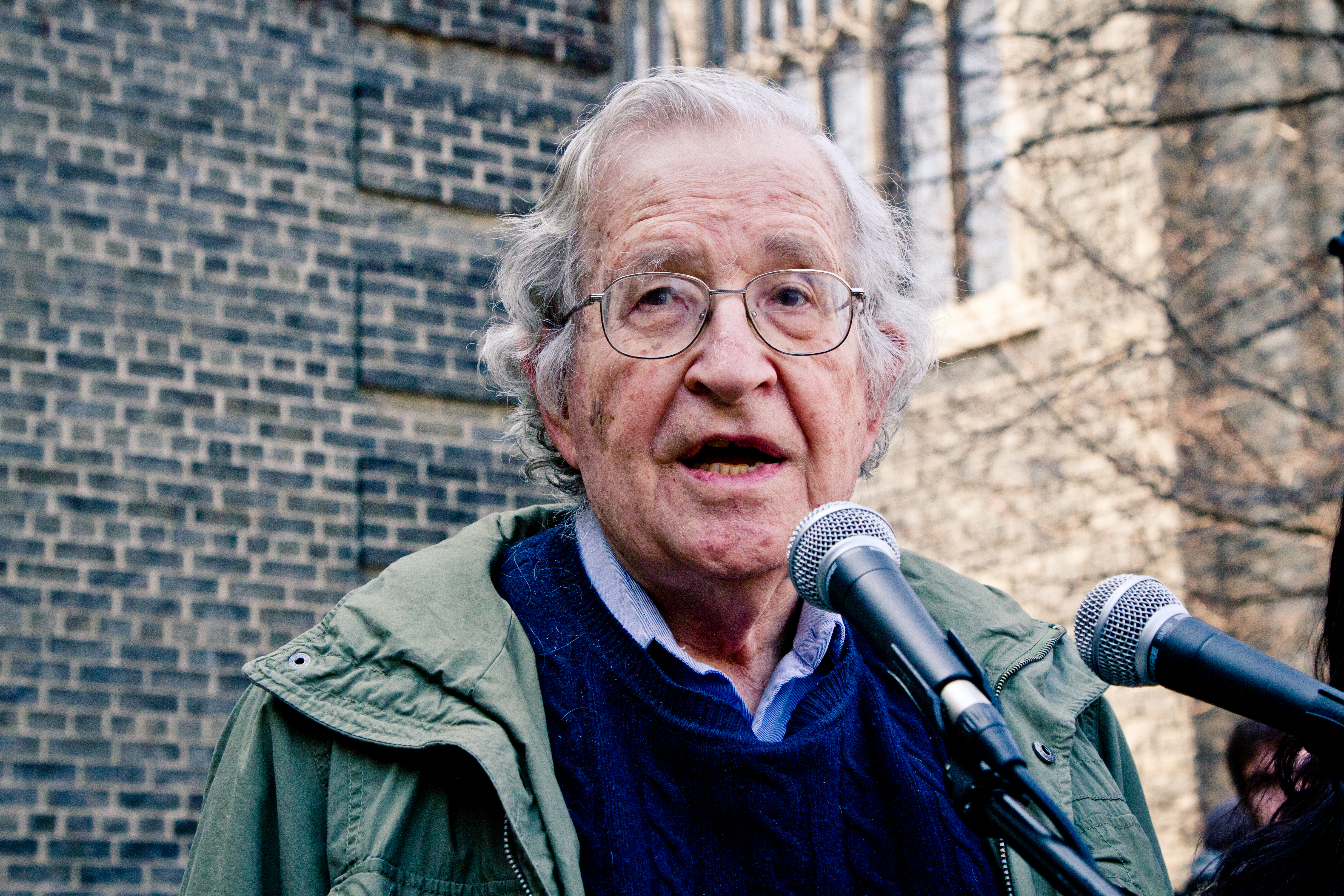
乔姆斯基在2011年为支持占领运动作发言的情景

2001年的九一一袭击事件发生后，乔姆斯基接受了大量的采访；七故事出版社在当年10月整理并出版了这些采访。乔姆斯基在这些采访中认为，随后的反恐战争不是美国外交政策的新发展，而是自至少从里根时代以来政策和相应言论的延续。2001年，他在新德里举办了D·T·拉克达瓦拉纪念讲座。2003年，他应拉丁美洲社会科学家协会的邀请访问古巴；同年，乔姆斯基出版了《霸权还是生存》一书，将美国的策略称为“帝国大战略”，并在书中对伊拉克战争及反恐战争的其他方面进行了批评。这一时期，乔姆斯基更经常地进行国际性演讲。
2002年，乔姆斯基从麻省理工学院退休，但继续以名誉教授的身份在校园里进行研究并举办研讨会。同年，他访问了土耳其，参加了一家因印刷乔姆斯基的一本书而被指控犯叛国罪的出版商的审理；乔姆斯基坚持要与该出版商一同作为被告出席，在国际媒体的关注下，安全法院在开庭第一天就撤销了指控。在该次旅行中，乔姆斯基还去往了土耳其的库尔德地区，并为库尔德人的人权发声。作为世界社會論壇的支持者，他在2002年和2003年参加了在巴西举行的会议和在印度举行的论坛活动。
乔姆斯基支持占领运动，曾在占领运动人士的营地发表演讲，并制作了两部记录其影响的作品：2012年出版的《占领》和2013年出版的小册子《占领：对经典战争、叛乱和团结的反思》。他把占领运动的发展归因于人们认为民主党已经放弃了白人工人阶级的利益。2014年3月，乔姆斯基以高级研究员的身份加入了支持废除全球核武器的核时代和平基金会的咨询委员会。2015年的纪录片《美国梦之安魂曲》通过“75分钟的教学示威”总结了他对资本主义和貧富差距的看法。

### 亚利桑那大学：2017年–
2017年，乔姆斯基在图森的亚利桑那大学开了一门短学时的政治课程，后来又被聘为该校语言学系的兼职教授，其职责包括教学和举行公开研讨会。他的工资由慈善机构的捐款支付。
2018年，乔姆斯基签署了调和克羅埃西亞人、塞爾維亞人、波士尼亞克人和蒙特內哥羅人的《通用语言宣言》。
2022年3月，喬姆斯基將俄羅斯入侵烏克蘭稱為“重大戰爭罪”，與美國領導的入侵伊拉克和1939年德蘇入侵波蘭並列，並補充說：“去尋求解釋總是有意義的，但不应去为其辩解，也不应原谅”。10月，乔姆斯基呼吁美国“停止破坏俄罗斯和乌克兰之间的谈判”。
2023年6月，乔姆斯基中风，随后移居巴西。2024年6月11日，乔姆斯基再次中风。

## 语言学理论
乔姆斯基的语言学理论的基础为生物语言学，该语言学派认为，支撑语言结构的原理在生物学上被预设在了人类的大脑中，因此语言结构是遗传性的。乔姆斯基认为，所有人类都有与社会文化差异无关的，相同的基本语言结构。因此，乔姆斯基反对伯尔赫斯·弗雷德里克·斯金纳的激进行为主义心理学，斯金纳认为行为（包括说话和思考）完全是生物体与环境之间相互作用的学习产物。乔姆斯基认为，语言是人类独特的进化的结果，且与其他动物物种使用的交流模式不同。乔姆斯基的先天論、内在主义的语言观与“理性主义”的哲学流派一致，同时与反先天论、外在主义、基于“经验主义”哲学流派的语言观相对，后者认为所有知识，包括语言，都来自于外界的环境。

### 普遍语法
自20世纪60年代以来，乔姆斯基一直认为人类天生具有语言能力，并且生来就能理解语言中的语法，而这意味着儿童只需要学习其母語的某些特定的语言特征便能掌握该种语言。他的论点基于对人类语言习得的观察，并描述了“刺激贫乏”：在儿童所接触的语言数目和他们所获得的丰富语言能力之间存在巨大的差距。具体来说，尽管儿童只接触到他们第一语言中有意义的句法变体中的一个非常小的有限子集，但他们却以某种方式获得了高度组织化和系统化的能力来理解和产生包括此前从未听过的、无限多的句子。为了解释这一点，乔姆斯基推断，这一过程中所缺少的基本语言材料必须由先天的语言学能力补充。此外，尽管婴儿和小猫都有归纳推理的能力，但即便他们接触到完全相同的语言材料，人类总是会获得理解和产生语言的能力，而小猫则永远不会获得这两种能力。乔姆斯基认为这种能力的差异是“語言習得裝置”所造成的，并认为语言学家需要确定该装置具体是什么，以及它可能对人类语言施加了什么限制。乔姆斯基认为这些限制产生的普遍特征构成了“普遍文法”。至今，已有多位学者对普遍文法理论提出了质疑，立论基础包括语言的遗传基础在进化上是不可行的、语言之间缺乏普遍特征以及先天/普遍结构和具体语言结构之间的联系未经证实。学者迈克尔·托马塞洛对乔姆斯基的先天句法知识理论提出了质疑，同时认为该理论基于理性推导而非对具体行为进行观察所得到的经验。尽管乔姆斯基的内在主义在20世纪60年代到90年代一直很有影响力，但由于其与研究证据不一致，最终该理论被主流儿童语言习得研究界所摒弃。包括罗伯特·弗赖丁、杰弗里·桑普森、杰弗里·基思·普鲁姆和芭芭拉·肖尔茨在内的语言学家也认为乔姆斯基在这方面的语言学论据是错误的。

### 转换-生成语法
转换-生成文法是一种广泛用于建模、编码和推断母语者的语言能力的理论。其理论中的模型，或称“形式文法”，表明某一语言的抽象结构可能与其他语言的具体结构有关。乔姆斯基于20世纪50年代中期提出了转换文法理论，其在之后的20年中一直是语言学中占主导地位的句法理论。“转换”指的是语言内部的句法关系的转换，例如，推断出两个句子的主语是同一个人。乔姆斯基的理论认为，语言由深层结构和表层结构组成。向外的表层结构将语音规则与声音联系起来，而向内的深层结构则将单词和概念意义联系起来。转化-生成文法使用數學符號来描述意义和声音（分别对应深层和表层结构）之间联系的规则。根据这一理论，语言学原理可以在数学上生成语言的潜在的句子结构。

乔姆斯基谱系中四类语法之间的包含关系

虽然今日人们普遍认为乔姆斯基发明了转换-生成语法，但在乔姆斯基首次发表其理论时，他的理论并不被认为产生了多大的影响。乔姆斯基在1955年的论文和1957年出版的书籍《句法结构》中介绍了由他的博士生导师泽里格·哈里斯和查尔斯·弗朗西斯·霍克特对他的理论的发展。他们的方法源自丹麦结构语言学家路易·叶尔姆斯列夫的工作，叶尔姆斯列夫将算法语法引入了一般语言学。乔姆斯基基于这套符号串生成语言的理论，将逻辑上可能存在的语法分为四类，并将其合称为乔姆斯基谱系。这种分类方式下的四类语法呈现出层级关系，且较低级的语法包含较高级语法。这套理论今日仍在形式语言和理論計算機科學领域，尤其是与程式語言理論相关的理论中被使用，如构建編譯器的有关理论和自動機理論中。
转换-生成文法理论及其衍生的管辖与约束理论是1970年代中期至1990年代早期学界进行研究时主要使用的框架，转换-生成文法理论在今日学界转向最简方案理论后仍是一套重要的语言学理论。最简方案理论侧重于语言学的原则与参数框架，这套框架假设人类语言有一组普遍的、不因语言和结构变化的语法原则，但其装配有一组参数，而儿童学习的语言的过程是在具体的设定这些参数的值。最简方案理论同样由乔姆斯基提出，其主要探讨哪套方案能够以最优雅、最简略、最自然的方式使用原则与参数框架。为了将语言简化成一个通过尽可能简单的框架将声音与意义连结起来的系统，乔姆斯基抛弃了“深层结构”及“浅层结构”等概念，转而强调脑神经的可塑性以及这种可塑性所带来的无数的概念（逻辑形式）。当接触语言数据时，人的大脑会将声音与意义相联系，而我们观察到的语法规则实际上只是语言工作方式的后果和副产品。以此，乔姆斯基将研究的重点从语言规则转到了大脑用于产生这些规则及调节语言的机制上。

## 政治立场
乔姆斯基是一位知名的政治异议人士。他童年时曾受到犹太工人阶级思想中政治行动主义影响，而自那之后他的政治立场没有发生太大的变化。他通常将自己描述为一位无政府工团主义者或是自由意志社會主義者。他认为这些立场并不能代表精确的政治理论，只能代表他所认为人类需要达成的理想：自由意志、社群与结社自由。与包括马克思主义者在内的其他一些社会主义者不同，乔姆斯基认为政治不属于科学，不过他仍让他关于理想社会的想法植根于经验数据和经验结论之上。
在乔姆斯基看来，政治现实背后的真相受到精英企业集团系统性地扭曲和压制，他们利用企业媒体、广告和智庫来推动自己的宣传工作。乔姆斯基的著作试图揭示这种操纵，以及他们所掩盖的真相。乔姆斯基在著作中认为，这种弄虚作假的网络可以通过“常识”、批判性思维以及了解自利和自欺的作用击破，但知识分子们因为害怕失去名望和资金而放弃了讲述世界真相的道德责任。他还认为，作为一位特殊的知识分子，他有责任利用他的社会特权、资源和接受的训练帮助民众争取民主。
虽然乔姆斯基参加过抗议游行，组织过社运团体，但他的主要政治发声渠道仍是通过教育和出版的方式。他写了很多政治作品，作了许多免费讲座和免费课程，并尝试以这些举措激起人们的政治意识。他是世界产业工人的会员。

### 批评反科学文化
乔姆斯基对于后结构主义和后现代主义对科学的批判持有强烈异议。
「我一生的大部分时间都在用我所知道的方法，那些被指责为“科学”、“理性”和“逻辑”的方法研究此类问题。因此当我读那些论文（按：此处应指后现代或后结构的论文）时，我指望他们能帮我超越这种局限，或指出一个全新的方向。我恐怕是失望了。我承认这也许是我的局限性。通常我读到后结构主义或后现代主义那些多音节术语的时候，只是匆匆扫过。我能理解的多半是老生常谈或明显的谬误，然而那些只在所有词语中占一小部分。确实，有很多其它东西我也不懂，比如最新的物理学和数学期刊上的文章。但是不一样。后一种情况下，我知道如何去理解他们，在我格外感兴趣的时候也那样做过；而且我知道那些领域的人能够根据我的水平向我解释，让我弄懂我感兴趣的部分内容。相反，好像没有人能跟我解释最新的“後”什麼之類的理論。除了老生常谈，胡言乱语和明显的错误外还有些什么，我也就不知道如何进一步去理解。」
乔姆斯基注意到，对「白人男性科学」的批判类似於反犹主义及「德意志物理学」运动期间，纳粹出于诋毁犹太科学家的研究的政治目的对“犹太物理学”的攻击。
「事实上，「白人男性科学」的整套说法都让我想起「犹太物理学」。也许这是我的另一个不足之处，但是我读一篇科学论文的时候无法判断作者是否白人或者男性。对课堂上、办公室或其它地方的讨论也是如此。我着实怀疑那些与我共事的非男性、非白人学生、朋友和同事会乐于接受这种说法，承认他们的思维和理解方式由于“性别与种族的文化”而与“白人男性科学”有所不同。我估计他们对此的反应不仅仅是“惊讶”。」

### 政治

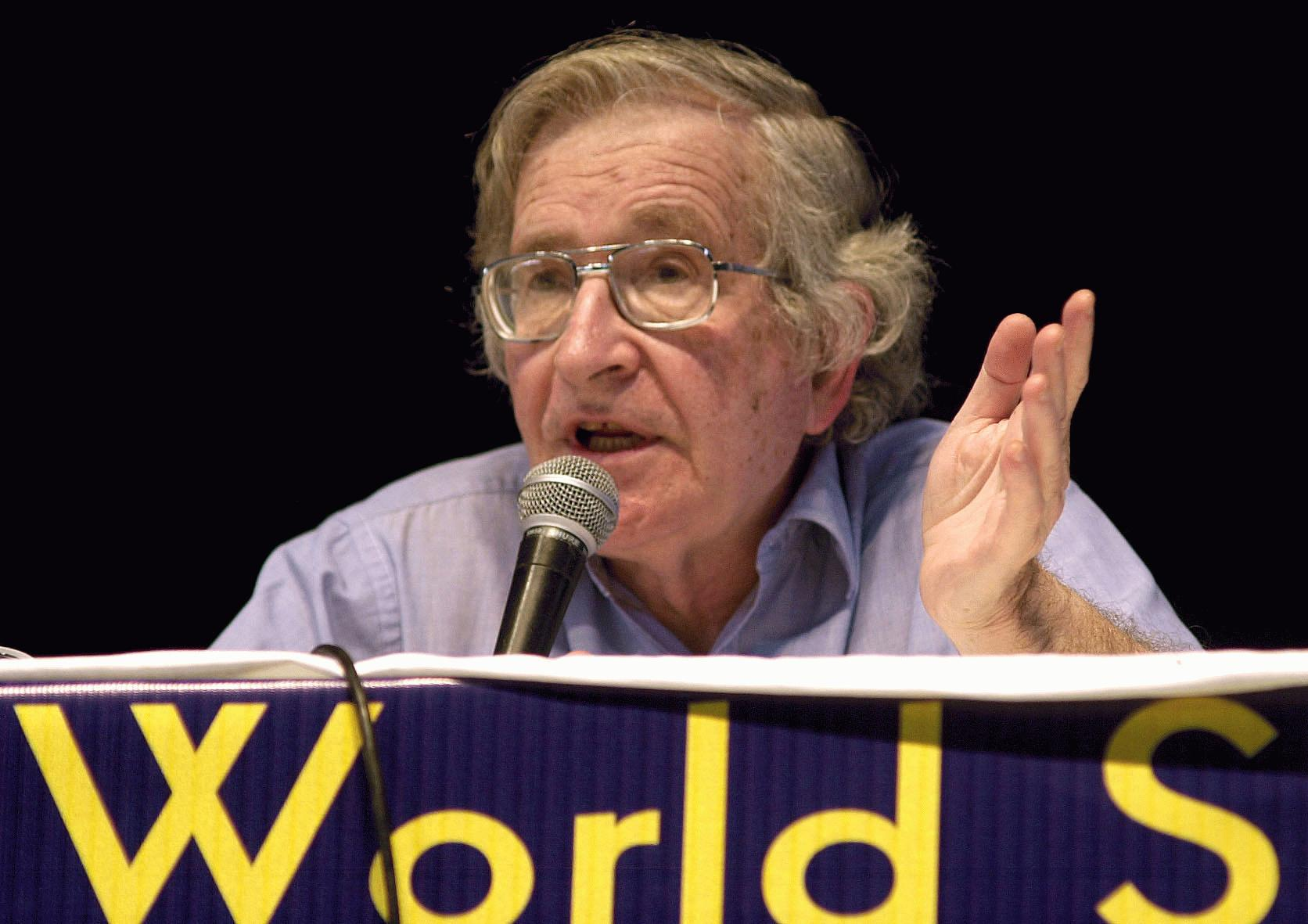
诺姆·乔姆斯基在2003年的世界社会论坛，一个反霸权全球化的大会，在阿雷格里港举行

乔姆斯基对美国政府一贯持鲜明的批判立场，而对美国外交政策的批评成为他的很多政论的基点之一。乔姆斯基对此提出两点理由：首先，他相信，如果他的著作是针对自己国家的政府，会产生更大的影响；其次，他认为，美国作为世界上现存唯一的超级大国，和以前的所有超级大国一样霸道。他对美国外交政策及美国权力合法性的批判影响深远，并因而成为富有争议的人物。他有左派的忠诚追随者，但也受到右派及自由派越来越多的批评，尤其是针对他对911事件的反应。对美国外交政策的批评，给乔姆斯基带来了人身威胁。他的名字被列在泰德·卡辛斯基（「邮箱炸弹杀手」）的预定名单上。在卡辛斯基被捕以前，乔姆斯基让人检查收到的邮件以防炸弹。他自称也经常被警察保护，特别是在麻省理工校园的时候，虽然他原则上不同意这种保护。
乔姆斯基說，他希望有生之年能見到小布希和歐巴馬等人被逮捕並移送國際刑事法庭，但他知道這不可能實現，因為：美國通過一項法律，授權總統派軍行使武力救回任何被移送國際刑事法庭的美國人。
尽管对美国百般批评，乔姆斯基还是生活在美国，他的解释是：美国仍然是世界上最伟大的国家。后来他又阐发为：「国与国之间的综合比较没有什么意义，我也不会这么比较。不过美国有些成就，特别是在言论自由方面几个世纪来争得的领先地位，是值得敬仰的。」
2013年，土耳其抗議運動支持者，至麻省理工邀請乔姆斯基聲援。乔姆斯基同樣舉起I'm also a çapulcu，聲援土耳其反對派。2018年，乔姆斯基与约翰·罗默等30多名左派学者共同呼吁抵制中国举办的世界马克思主义大会。乔姆斯基发表声明称世界各地的左派学者都应该加入抵制此类大会和活动的行列；而罗默则发表声明称，相关行为暴露出中国政治领导层是假马克思主义者。
2019年香港反修例抗議裏爆發了香港中文大學衝突，香港警察攻進了香港的知名學府中文大學，諾姆·杭士基參與了香港監察發起的學術界聯署，譴責香港警察的暴力行為，並促請香港政府"捍衛學術自由以及成立獨立調查委員會"。其它參與的學者包括齊澤克、朱迪斯·巴特勒、扬尼斯·瓦鲁法基斯、羅拔·彼得·佐治和史迪芬·平克。

### 论恐怖主义
针对美国在1981年和2001年宣布的反恐战争，乔姆斯基认为，国际恐怖主义的主要源头是美国领导的世界强国。他引用一部美国军事辞典中对恐怖主义的定义“故意使用暴力或威胁使用暴力以策动恐惧，试图强迫或恐吓政府或社会以追求政治、宗教或意识形态目标。”他据此指出，恐怖主义是对某种行为的客观描述，不论行动者是否為国家机器。就美国入侵阿富汗，他说：「肆意杀害无辜平民是恐怖主义而非反恐战争。」他讽刺地说恐怖主义几乎是强者的武器，而强者同时控制着言论，他们的恐怖行径也就可以不算，纳粹在欧洲占领地“保护”当地居民免受游击队（抵抗运动）的恐怖袭击。而总的来看美国研究过纳粹的类似创作。
至于对恐怖主义是应当谴责还是支持，乔姆斯基认为，恐怖主义（及暴力和强权）总的来说应受谴责，除非在某些情况下是为了避免更大的恐怖（或暴力及滥用强权）。在1967年一场关于政治暴力的合法性的辩论中，乔姆斯基主张，越南民族解放阵线的恐怖活动是不正当的，但是从理论上来讲，在某些情况下那些活动又是有理由的：
「我不认为由于民族解放阵线的恐怖活动令人发指，就应该对之一味谴责。虽然这可能听上去很邪恶，但我们实在应当把代价作个比较。如果我们要站在道德立场上看这个问题—我认为我们应当如此—我们就要问一问：使用和不使用恐怖活动的结果分别是什么。如果不使用恐怖活动的后果就是让越南的农民继续过着菲律宾农民那样的生活，那我想恐怖活动是有合法性的。但是，正如我先前所说，我不认为成功是通过恐怖活动取得的。」
乔姆斯基认为，那些美国政府进行的被他称为恐怖主义的活动都禁不住这样的检验。对美国政策的谴责是他的著作的要点之一。
2013年9月，乔姆斯基接受今日俄羅斯訪問，以曼德拉和海珊為例說明，美國的「恐怖份子清單」是根據政治需要來決定誰該列入或移出，是不受監督的作法。乔姆斯基說：「歐巴馬寧可錯殺一百的『全球暗殺政策』（global assassination campaign），倒退到8百年前13世紀的人權水平。」

## 其他学术贡献
乔姆斯基的语言学著作，对于心理学在20世纪的发展方向产生了重大影响。他的普遍文法理论被很多人认为是对既定的行为主义理论的直接挑战。这一理论对于理解儿童如何习得语言以及什么是真正理解语言的能力都有深远的意义。乔姆斯基理论的很多基本原则现在已经在某些圈子裡被普遍接受。1959年乔姆斯基出版了对伯尔赫斯·弗雷德里克·斯金纳的《口語行为》一书的长篇评论。斯金纳在他的书里试图用行为学理论解释语言问题，他将「口語行为」定义为一种从他人那里学习得来的行为，这就超出了语言学家通常关注的范围而对交往行为提出了普遍解释。
斯金纳的研究方式与传统语言学一个很大的不同，就在于它关注语言使用的情境，比如他认为跟人要水，与把一样东西称为水，与回应他人要水的请求在功能上是不同的。这种因功能而异的回应方式需要单独进行解释，这就与传统的语言观以及乔姆斯基的心理语言学观念形成了鲜明对比，后者关注的是词语的精神表象，并假定某个词一旦被学会就会以各种功能出现。乔姆斯基1959年对斯金纳的批判虽然也涉及不同口头行为的功能，但主要集中在对斯金纳理论的基本出发点，也就是行为心理学的批判。乔姆斯基论文的主要观点是，将动物研究中的行为原则应用到实验室之外的人类身上是毫无意义的， 要想理解人类的复杂行为，我们必须假定负有终极责任的大脑中有一些无法被观测到的实体。这两点都与斯金纳的激进行为主义针锋相对。应该注意到，乔姆斯基1959年的这篇论文也曾受到严厉的批判，其中最有名的一篇是肯尼斯·麦克考科戴尔1970年发表在《行為的實驗性分析期刊》（Journal of the Experimental Analysis of Behavior, volume 13, pages 83-99）上的《论乔姆斯基对斯金纳〈口語行為〉的评论》。这篇论文和其它类似的评论都指出一些为外行忽略的事实：比如乔姆斯基不管是对行为心理学还是对斯金纳的激进行为主义都并不真正了解，而且犯了很多令人难堪的错误。正因为如此，乔姆斯基的论文并未完成它所宣称的任务。那些深受这篇论文影响的人，要么是从来就与他观点一致，要么从来没读过这篇文章。
通常认为乔姆斯基对斯金纳的研究方法和基本假设的批评开创了美国心理学从1950年代到70年代的「認知革命」，也就是从以行为研究为主转变为认知研究为主。乔姆斯基在他1966年的《笛卡尔主义语言学》和后来的著作中对人类语言能力作出的解释后来成为心理学某些领域的研究范本。现在很多关于头脑如何运作的观念都是从乔姆斯基富有说服力的思想中发展而来的。有三个基本思想。首先，头脑是「认知的」，或者说头脑中包含精神状况、看法、疑惑等等。先前的观念甚至不承认这一点，认为只存在「如果你问我想不想要X，我会回答是的」这样的逻辑关系。而乔姆斯基则相信通常的看法一定是正确的，即头脑中包含看法甚至无意识的精神状态。其次，乔姆斯基认为成年人的大部分智力活动都是“先天的”。尽管儿童并不是一生下来就会说某种语言，所有儿童都天生具有很强的“语言学习”能力，这种能力使他们得以在最初几年中很快吸收几种语言。后来的心理学家将这一论断广泛应用于语言问题之外。最后，乔姆斯基将“模块化”作为头脑认知结构的关键特征。他认为头脑是由一系列相互作用各司其职的亚系统组成的，彼此间进行有限的交流。
乔姆斯基在開始認為語言不是適應器，而是人腦急速增長的副產物，即只要把幾十億個神經元放在一起封裝在頭骨這個狹小空間內，語言就會自然出現，而竝非特意設計出來解決適應性問題的；不過近年來乔姆斯基的觀點開始變得模棱兩可，開始認為語言也可能源自遠古人類面臨的獨特的選擇壓力，可能是進化而來的適應器。
乔姆斯基的模式也被当做其他一些领域的理论基础。计算机科学的基础课程中会涉及乔姆斯基体系，因为它传达了对多种正规语言的洞见。这一体系也可以从数学的角度来讨论，并引起了数学家，尤其是组合数学家的兴趣。很多演化心理學的论点也是由乔姆斯基的研究结果中引发的。
1984年诺贝尔生理医学奖得主乔治斯·克勒，色萨·米尔斯坦，和尼尔斯·吉尔内用乔姆斯基的生成模式解释人类免疫系统，他把「蛋白质结构的各种特征」类比为「生成文法的各个组成部分」。吉尔内的斯德哥尔摩诺贝尔讲座就题名为「免疫系统的生成文法」。乔姆斯基的生成文法理论也影响了音乐理论和分析的工作。

### 引用
1. ↑  Partee 2015，第328頁.
2. 1 2  Chomsky 1991，第50頁.
3. ↑  Sperlich 2006，第44–45頁.
4. ↑  Slife 1993，第115頁.
5. ↑  Barsky 1997，第58頁.
6. ↑  Antony & Hornstein 2003，第295頁.
7. ↑  Chomsky 2016.
8. ↑  Harbord 1994，第487頁.
9. 1 2 3 4 5  Barsky 2007，第107頁.
10. ↑  Smith 2004，第185頁.
11. ↑  MIT Tech Talk 1992.
12. ↑  Lyons 1978，第xv頁; Barsky 1997，第9頁; McGilvray 2014，第3頁.
13. 1 2  Barsky 1997，第9–10頁; Sperlich 2006，第11頁.
14. ↑  Barsky 1997，第9頁.
15. ↑  荆其诚; 傅小兰 (编).  1. 北京大学出版社. 2008  [2021-09-12]. ISBN 978-7-301-19518-5. （原始内容存档于2021-09-12） （中文）.
16. ↑  Barsky 1997，第11頁.
17. ↑  Feinberg 1999，第3頁.
18. 1 2  Barsky 1997，第11–13頁; Sperlich 2006，第11頁.
19. ↑  Barsky 1997，第11–13頁.
20. ↑  Barsky 1997，第15頁.
21. ↑  Lyons 1978，第xv頁; Barsky 1997，第15–17頁; Sperlich 2006，第12頁; McGilvray 2014，第3頁.
22. ↑  Lyons 1978，第xv頁; Barsky 1997，第21–22頁; Sperlich 2006，第14頁; McGilvray 2014，第4頁.
23. 1 2  Lyons 1978，第xv頁; Barsky 1997，第15–17頁.
24. ↑  Barsky 1997，第14頁; Sperlich 2006，第11, 14–15頁.
25. ↑  Barsky 1997，第23頁.
26. ↑  Lyons 1978，第xv頁; Barsky 1997，第15–17頁; Sperlich 2006，第13頁; McGilvray 2014，第3頁.
27. ↑  Barsky 1997，第17–19頁.
28. ↑  Barsky 1997，第17–19頁; Sperlich 2006，第16, 18頁.
29. ↑  Barsky 1997，第47頁; Sperlich 2006，第16頁.
30. ↑  Barsky 1997，第47頁.
31. ↑  Sperlich 2006，第17頁.
32. ↑  Barsky 1997，第48–51頁; Sperlich 2006，第18–19, 31頁.
33. ↑  Barsky 1997，第51–52頁; Sperlich 2006，第32頁.
34. ↑  Barsky 1997，第51–52頁; Sperlich 2006，第33頁.
35. ↑  Sperlich 2006，第33頁.
36. ↑  Lyons 1978，第xv頁; Barsky 1997，第79頁; Sperlich 2006，第20頁.
37. 1 2  Sperlich 2006，第34頁.
38. ↑  Sperlich 2006，第33–34頁.
39. ↑  Barsky 1997，第81頁.
40. ↑  Barsky 1997，第83–85頁; Sperlich 2006，第36頁; McGilvray 2014，第4–5頁.
41. ↑  Sperlich 2006，第38頁.
42. ↑  Sperlich 2006，第36頁.
43. ↑  Barsky 1997，第13, 48, 51–52頁; Sperlich 2006，第18–19頁.
44. ↑  Sperlich 2006，第20頁.
45. ↑  Sperlich 2006，第20–21頁.
46. ↑  Barsky 1997，第82頁; Sperlich 2006，第20–21頁.
47. ↑  Barsky 1997，第24頁; Sperlich 2006，第13頁.
48. ↑  Barsky 1997，第24–25頁.
49. ↑  Barsky 1997，第26頁.
50. ↑  Barsky 1997，第34–35頁.
51. ↑  Barsky 1997，第36頁.
52. ↑  .   [2010-04-11]. （原始内容存档于2009-06-29）.
53. ↑  . Chomsky.info.   [2018-01-13]. （原始内容存档于2013-05-28）.
54. ↑  Lyons 1978，第xv頁; Barsky 1997，第86–87頁; Sperlich 2006，第38–40頁.
55. ↑  Barsky 1997，第87頁.
56. ↑  Lyons 1978，第xvi頁; Barsky 1997，第91頁.
57. ↑  Barsky 1997，第91頁; Sperlich 2006，第22頁.
58. ↑  Barsky 1997，第88–91頁; Sperlich 2006，第40頁; McGilvray 2014，第5頁.
59. ↑  Barsky 1997，第88–91頁.
60. ↑  Lyons 1978，第1頁.
61. ↑  Lyons 1978，第xvi頁; Barsky 1997，第84頁.
62. ↑  Lyons 1978，第6頁; Barsky 1997，第96–99頁; Sperlich 2006，第41頁; McGilvray 2014，第5頁.
63. ↑  MacCorquodale 1970，第83–99頁.
64. ↑  Barsky 1997，第119頁.
65. ↑  Barsky 1997，第101–102, 119頁; Sperlich 2006，第23頁.
66. ↑  Barsky 1997，第102頁.
67. ↑  Knight 2018.
68. ↑  Barsky 1997，第103頁.
69. ↑  Barsky 1997，第104頁.
70. ↑  Lyons 1978，第xvi頁; Barsky 1997，第120頁.
71. ↑  Barsky 1997，第122頁.
72. ↑  Sperlich 2006，第60–61頁.
73. ↑  Barsky 1997，第114頁.
74. ↑  Sperlich 2006，第78頁.
75. ↑  .   [2006-06-09]. （原始内容存档于2010-04-08）.
76. ↑  Barsky 1997，第120, 122頁; Sperlich 2006，第83頁.
77. ↑  Lyons 1978，第xvii頁; Barsky 1997，第123頁; Sperlich 2006，第83頁.
78. ↑  Chomsky, Noam.  1st. New York: Pantheon Books. 1970. ISBN 9780394462103.
79. ↑  Lyons 1978，第xvi–xvii頁; Barsky 1997，第163頁; Sperlich 2006，第87頁.
80. ↑  Lyons 1978，第5頁; Barsky 1997，第123頁.
81. ↑  Barsky 1997，第134–135頁.
82. ↑  Barsky 1997，第162–163頁.
83. ↑  Lyons 1978，第5頁; Barsky 1997，第127–129頁.
84. ↑  Lyons 1978，第5頁; Barsky 1997，第127–129頁; Sperlich 2006，第80–81頁.
85. ↑  Barsky 1997，第121–122, 131頁.
86. ↑  Barsky 1997，第121頁; Sperlich 2006，第78頁.
87. ↑  Barsky 1997，第121–122, 140-141頁; Albert 2006，第98頁; Knight 2016，第34頁.
88. ↑  Barsky 1997，第153頁; Sperlich 2006，第24–25, 84–85頁.
89. ↑  Barsky 1997，第124頁; Sperlich 2006，第80頁.
90. ↑  Barsky 1997，第123–124頁; Sperlich 2006，第22頁.
91. 1 2  Barsky 1997，第143頁.
92. ↑  Lyons 1978，第xv–xvi頁; Barsky 1997，第120, 143頁.
93. 1 2  Barsky 1997，第156頁.
94. ↑  Greif 2015，第312–313頁.
95. 1 2  Sperlich 2006，第51頁.
96. ↑  Barsky 1997，第175頁.
97. ↑  Barsky 1997，第167, 170頁.
98. ↑  Barsky 1997，第157頁.
99. ↑  Barsky 1997，第160–162頁; Sperlich 2006，第86頁.
100. ↑  Sperlich 2006，第85頁.
101. ↑  Barsky 1997，第187頁; Sperlich 2006，第86頁.
102. ↑  Barsky 1997，第187頁.
103. ↑  Sperlich 2006，第103頁.
104. ↑  Lukes 1980.
105. ↑  Barsky 1997，第187–189頁.
106. 1 2  Barsky 1997，第190頁.
107. ↑  Barsky 1997，第179–180頁; Sperlich 2006，第61頁.
108. ↑  Barsky 1997，第185頁; Sperlich 2006，第61頁.
109. ↑  Barsky 1997，第184頁.
110. ↑  Barsky 1997，第78頁.
111. ↑  Barsky 1997，第185頁.
112. ↑  Birnbaum 2010; Aeschimann 2010.
113. ↑  Sperlich 2006，第91, 92頁.
114. ↑  Sperlich 2006，第91頁.
115. ↑  Sperlich 2006，第99頁; McGilvray 2014，第13頁.
116. ↑  Sperlich 2006，第98頁.
117. ↑  Barsky 1997，第160, 202頁; Sperlich 2006，第127–134頁.
118. ↑  Sperlich 2006，第136頁.
119. ↑  Sperlich 2006，第138–139頁.
120. ↑  Sperlich 2006，第53頁.
121. ↑  Barsky 1997，第214頁.
122. 1 2  Sperlich 2006，第104頁.
123. ↑  Sperlich 2006，第107頁.
124. ↑  Sperlich 2006，第109–110頁.
125. ↑  Sperlich 2006，第110–111頁.
126. ↑  Sperlich 2006，第143頁.
127. ↑  The Hindu 2001.
128. 1 2  Sperlich 2006，第120頁.
129. ↑  Sperlich 2006，第114–118頁.
130. ↑  Weidenfeld 2017.
131. ↑  Sperlich 2006，第10頁.
132. 1 2  Sperlich 2006，第25頁.
133. ↑  Sperlich 2006，第112–113, 120頁.
134. ↑  Younge & Hogue 2012.
135. ↑  NAPF 2014.
136. ↑  Ferguson.
137. ↑  Gold 2016.
138. ↑  Harwood 2016.
139. ↑  Ortiz 2017.
140. ↑  Mace.
141. ↑  Vučić 2018.
142. ↑  Bobanović 2018.
143. ↑  . Truthout. 2022-03-01  [2022-12-28]. （原始内容存档于2022-06-04）.
144. ↑  . Democracy Now!.   [2022-11-27]. （原始内容存档于2022-11-27） （英语）.
145. ↑  . 新浪香港. 2024-06-12  [2024-06-20]. （原始内容存档于2024-06-20）.
146. ↑  . 新京报. 2024-06-11  [2024-06-20]. （原始内容存档于2024-06-20）.
147. 1 2 3  Baughman et al. 2006.
148. ↑  Lyons 1978，第4頁; McGilvray 2014，第2–3頁.
149. ↑  Lyons 1978，第7頁.
150. ↑  Lyons 1978，第6頁; McGilvray 2014，第2–3頁.
151. 1 2 3  Brain From Top To Bottom.
152. ↑  McGilvray 2014，第11頁.
153. ↑  Dovey 2015.
154. ↑  Chomsky.
155. ↑  Thornbury 2006，第234頁.
156. ↑  O'Grady 2015.
157. ↑  Christiansen & Chater 2010，第489頁; Ruiter & Levinson 2010，第518頁.
158. ↑  Evans & Levinson 2009，第429頁; Tomasello 2009，第470頁.
159. ↑  Tomasello 2003，第284頁.
160. ↑  Tomasello 1995，第131頁.
161. ↑  Fernald & Marchman 2006，第1027–1071頁.
162. ↑  de Bot 2015，第57–61頁.
163. ↑  Pullum & Scholz 2002，第9—50頁.
164. 1 2 3  Harlow 2010，第752頁.
165. ↑  Harlow 2010，第752–753頁.
166. ↑  Harlow 2010，第753頁.
167. ↑  Butterfield, Ngondi & Kerr 2016.
168. ↑  Knuth 2002.
169. ↑  Davis, Weyuker & Sigal 1994，第327頁.
170. ↑  程工. . 外语教学与研究. 1998, (1)  [2022-03-08]. （原始内容存档于2022-05-31）.
171. 1 2  Hornstein 2003.
172. ↑  Szabó 2010.
173. ↑  Fox 1998.
174. ↑  McGilvray 2014，第12頁.
175. ↑  Sperlich 2006，第77頁.
176. ↑  Barsky 1997，第95頁; McGilvray 2014，第4頁.
177. ↑  Sperlich 2006，第14頁; McGilvray 2014，第17, 158頁.
178. ↑  McGilvray 2014，第17頁.
179. ↑  Sperlich 2006，第74頁; McGilvray 2014，第16頁.
180. ↑  McGilvray 2014，第222頁.
181. ↑  Sperlich 2006，第8頁; McGilvray 2014，第158頁.
182. ↑  Sperlich 2006，第74頁; McGilvray 2014，第12–13頁.
183. ↑  McGilvray 2014，第159頁.
184. ↑  McGilvray 2014，第161頁.
185. ↑  McGilvray 2014，第158頁.
186. ↑  Sperlich 2006，第71頁.
187. ↑  IWoW biographies.
188. ↑  "The Cutting Edge of the Political Left" （页面存档备份，存于）, March 13, 2006 The Hour CBC
189. ↑  "Interview with Noam Chomsky, Bill Bennett" （页面存档备份，存于）, May 30, 2002 American Morning with Paula Zahn CNN
190. ↑  "Question time" （页面存档备份，存于）, November 30, 2003 The Observer
191. ↑  杨缘. . 金融时报. 2018-11-28  [2018-11-30]. （原始内容存档于2018-11-28）.
192. ↑  . 立場新聞 Stand News.   [2020-02-03]. （原始内容存档于2020-05-19） （英语）.
193. ↑  Chomsky, Noam. . THE NOAM CHOMSKY WEBSITE. (Delivered at the Massachusetts Institute of Technology). Terrorism Works – Terrorism is not the Weapon of the Weak. 2001-10-18  [2025-5-27] （英语）.
194. ↑  The Legitimacy of Violence as a Political Act? （页面存档备份，存于）, Noam Chomsky debates with Hannah Arendt, Susan Sontag, et al.
195. ↑  .   [2013-12-11]. （原始内容存档于2013-12-10）.
196. ↑  Chomsky, 1991
197. ↑  Hauser, Chomsky, &Fitch, 2002

## 外部連結
- 官方网站
- 诺姆·乔姆斯基（页面存档备份，存于）在麻省理工学院網站
- 诺姆·乔姆斯基在亚利桑那大学的網站（页面存档备份，存于）
- Noam Chomsky at Zmag
- C-SPAN內的頁面（英文）
- 诺姆·乔姆斯基在互联网电影资料库（IMDb）上的資料（英文）